# Il boia di Cater Street
Il boia di Cater Street (titolo originale The Cater Street Hangman) è un romanzo giallo di Anne Perry, prima indagine dell'ispettore Thomas Pitt di Scotland Yard. Il romanzo è stato pubblicato due volte in Italia: nel 1982 nella collana Il Giallo Mondadori con il numero 1720, e nel 1998 nella collana I Classici del Giallo con il numero 828.

## Trama
Le tre sorelle Ellison hanno sempre vissuto un'esistenza protetta nella loro elegante casa di Cater Street, adeguandosi a tutte le convenzioni della rigida morale vittoriana. Un giorno però la loro vita viene stravolta da una serie di fatti inattesi che culminano nella morte violenta di una delle domestiche. Sarà l'ispettore Pitt ad occuparsi del delitto, sconvolgendo il perbenismo di una società ipocrita ed arrogante.

## Edizioni
- Anne Perry, Il boia di Cater Street, traduzione di Maddalena Damiani, collana Il Giallo Mondadori, Arnoldo Mondadori Editore, 1982,  p. 268.